# رايديل لينش
رايديل ماري لينش (بالإنجليزية: Rydel Lynch)‏ (من مواليد 9 أغسطس 1993)، ممثلة تلفزيون ومغنية و راقصة وموسيقية أمريكية، وهي من الأعضاء المنشئين لفرقة بوب روك الأمريكية أر فايف.

## النشأة
ولدت رايديل ماري لينش في 9 أغسطس 1993 في مدينة ليتلتون (كولورادو)، وهي ابنة ستورمي ومارك لينش، وهي ثاني أكبر مولود والبنت الوحيدة بين اخوانها الخمسة، تعلمت العزف على البيانو وعلى الدف، وأيضا تعلمت الرقص، وظهرت في العديد من الإعلانات.

## السيرة الفنية
التمثيل
كان أول ظهور لها في التمثيل في الفيلم الموسيقي Sunday School Musical ظهرت بالفيلم بمشهد قصير كمغنية كورال، وظهرت بالمسلسل التلفزيوني School Gyrls كمشجعة بجانب أخيها رايكر لينش، وظهرت في العديد من العروض الأخرى.
الموسيقى
في 2009 شكلت فرقة أر فايف مع أخوتها روس ورايكر وروكي لينش وصديق العائلة إيلينغتون راتليف ومع أخيهما الأصغر رايلاند كمدير أعمال.

## تأثرها
تعتبر رايديل فرقة All Time Low وNeon Trees وThe Script كفرق مؤثة فيها، تعتبر رايديل Neon Trees وWalk the Moon كفرقها المفضلة.

## الحياة الشخصية
في سبتمبر 2013، بدأت بمواعدة عضو فرقتها إيلينغتون راتليف.

## فيلموغرافي
| السنة | العرض                 | الدور                           | ملاحظات                               |
| ----- | --------------------- | ------------------------------- | ------------------------------------- |
| 2008  | Sunday School Musical | عضو في الجوقة الموسيقية         |                                       |
| 2009  | School Gyrls          | Cheerleader                     |                                       |
| 2011  | A Day as Holly's Kids | ابنة هولي الحقيقية رقم 2        |                                       |
| 2012  | Bunheads              | فتاة العرض في فيغاس             | حلقة "الطيار" اسمها لم يظهر في الشارة |
| 2015  | Violetta              | مثلت نفسها كعضو في فرقة أر فايف | الموسم 3، الحلقة 70                   |

## روابط خارجية
- رايديل لينش على موقع IMDb (الإنجليزية)
- رايديل لينش على موقع كينوبويسك (الروسية)